# Skate America de 2018
Skate America de 2018 foi a trigésima sétima edição do Skate America, um evento anual de patinação artística no gelo organizado pela United States Figure Skating Association, e que fez parte do Grand Prix de 2018–19. A competição foi disputada entre os dias 19 de outubro e 21 de outubro, na cidade de Everett, Washington, Estados Unidos.

## Eventos
- Individual masculino
- Individual feminino
- Duplas
- Dança no gelo

## Medalhistas
| Evento                        | Ouro                                               | Prata                                      | Bronze                                         |
| Individual masculino detalhes | Nathan Chen · Estados Unidos                       | Michal Březina · República Tcheca          | Sergei Voronov · Rússia                        |
| Individual feminino detalhes  | Satoko Miyahara · Japão                            | Kaori Sakamoto · Japão                     | Sofia Samodurova · Rússia                      |
| Duplas detalhes               | Evgenia Tarasova · Vladimir Morozov · Rússia       | Alisa Efimova · Alexander Korovin · Rússia | Ashley Cain · Timothy LeDuc · Estados Unidos   |
| Dança no gelo detalhes        | Madison Hubbell · Zachary Donohue · Estados Unidos | Charlène Guignard · Marco Fabbri · Itália  | Tiffany Zahorski · Jonathan Guerreiro · Rússia |

## Resultados

### Individual masculino
| Pos.              | Nome                 | Nacionalidade    | Pontos | PC         | PL          |
| ----------------- | -------------------- | ---------------- | ------ | ---------- | ----------- |
| Medalha de ouro   | Nathan Chen          | Estados Unidos   | 280.57 | 90.58 (1)  | 189.99 (1)  |
| Medalha de prata  | Michal Březina       | República Tcheca | 239.51 | 82.09 (2)  | 157.42 (2)  |
| Medalha de bronze | Sergei Voronov       | Rússia           | 226.44 | 78.18 (4)  | 148.26 (4)  |
| 4                 | Matteo Rizzo         | Itália           | 225.81 | 78.09 (5)  | 147.72 (5)  |
| 5                 | Vincent Zhou         | Estados Unidos   | 225.75 | 76.38 (6)  | 149.37 (3)  |
| 6                 | Nam Nguyen           | Canadá           | 212.99 | 69.86 (9)  | 143.13 (6)  |
| 7                 | Julian Zhi Jie Yee   | Malásia          | 207.51 | 81.52 (3)  | 125.99 (9)  |
| 8                 | Morisi Kvitelashvili | Geórgia          | 205.12 | 68.58 (11) | 136.54 (7)  |
| 9                 | Alexei Bychenko      | Israel           | 197.47 | 69.69 (10) | 127.78 (8)  |
| 10                | Romain Ponsart       | França           | 187.92 | 71.48 (8)  | 116.44 (11) |
| 11                | Kevin Reynolds       | Canadá           | 185.63 | 61.62 (12) | 124.01 (10) |
| 12                | Jimmy Ma             | Estados Unidos   | 185.06 | 71.53 (7)  | 113.53 (12) |

### Individual feminino
| Pos.              | Nome               | Nacionalidade  | Pontos | PC         | PL         |
| ----------------- | ------------------ | -------------- | ------ | ---------- | ---------- |
| Medalha de ouro   | Satoko Miyahara    | Japão          | 219.71 | 73.86 (1)  | 145.85 (1) |
| Medalha de prata  | Kaori Sakamoto     | Japão          | 213.90 | 71.29 (2)  | 142.61 (2) |
| Medalha de bronze | Sofia Samodurova   | Rússia         | 198.70 | 64.41 (3)  | 134.29 (3) |
| 4                 | Bradie Tennell     | Estados Unidos | 192.89 | 61.72 (5)  | 131.17 (4) |
| 5                 | Laurine Lecavelier | França         | 172.41 | 59.57 (7)  | 112.84 (5) |
| 6                 | Megan Wessenberg   | Estados Unidos | 170.33 | 60.20 (6)  | 110.13 (6) |
| 7                 | Polina Tsurskaya   | Rússia         | 159.45 | 58.42 (8)  | 101.03 (8) |
| 8                 | Marin Honda        | Japão          | 158.04 | 62.74 (4)  | 95.30 (9)  |
| 9                 | Alaine Chartrand   | Canadá         | 155.49 | 46.99 (11) | 108.50 (7) |
| 10                | Starr Andrews      | Estados Unidos | 150.56 | 56.03 (9)  | 94.53 (10) |
| WD                | Loena Hendrickx    | Bélgica        | —      | 54.13 (10) | — (WD)     |

### Duplas
| Pos.              | Nome                                  | Nacionalidade  | Pontos | PC        | PL         |
| ----------------- | ------------------------------------- | -------------- | ------ | --------- | ---------- |
| Medalha de ouro   | Evgenia Tarasova / Vladimir Morozov   | Rússia         | 204.85 | 71.24 (1) | 133.61 (1) |
| Medalha de prata  | Alisa Efimova / Alexander Korovin     | Rússia         | 178.98 | 62.38 (2) | 116.60 (3) |
| Medalha de bronze | Ashley Cain / Timothy Leduc           | Estados Unidos | 175.06 | 57.72 (4) | 117.34 (2) |
| 4                 | Alexa Scimeca Knierim / Chris Knierim | Estados Unidos | 171.56 | 57.31 (5) | 114.25 (4) |
| 5                 | Minerva Fabienne Hase / Nolan Seegert | Alemanha       | 162.10 | 60.04 (3) | 102.06 (5) |
| 6                 | Nica Digerness / Danny Neudecker      | Estados Unidos | 151.21 | 51.56 (7) | 99.65 (6)  |
| 7                 | Annika Hocke / Ruben Blommaert        | Alemanha       | 144.53 | 53.36 (6) | 91.17 (7)  |
| 8                 | Evelyn Walsh / Trennt Michaud         | Canadá         | 129.06 | 44.71 (8) | 84.35 (8)  |

### Dança no gelo
| Pos.              | Nome                                  | Nacionalidade  | Pontos | DC         | DL         |
| ----------------- | ------------------------------------- | -------------- | ------ | ---------- | ---------- |
| Medalha de ouro   | Madison Hubbell / Zachary Donohue     | Estados Unidos | 200.82 | 78.43 (1)  | 122.39 (1) |
| Medalha de prata  | Charlène Guignard / Marco Fabbri      | Itália         | 192.30 | 75.01 (2)  | 117.29 (2) |
| Medalha de bronze | Tiffany Zahorski / Jonathan Guerreiro | Rússia         | 181.38 | 73.30 (3)  | 108.08 (4) |
| 4                 | Lorraine Mcnamara / Quinn Carpenter   | Estados Unidos | 180.57 | 72.44 (4)  | 108.13 (3) |
| 5                 | Lilah Fear / Lewis Gibson             | Reino Unido    | 170.70 | 64.71 (5)  | 105.99 (5) |
| 6                 | Natalia Kaliszek / Maksym Spodyriev   | Polônia        | 163.05 | 62.78 (6)  | 100.27 (6) |
| 7                 | Katharina Müller / Tim Dieck          | Alemanha       | 158.11 | 60.12 (7)  | 97.99 (7)  |
| 8                 | Alexandra Nazarova / Maxim Nikitin    | Ucrânia        | 156.16 | 58.32 (8)  | 97.84 (8)  |
| 9                 | Robynne Tweedale / Joseph Buckland    | Reino Unido    | 152.69 | 57.77 (9)  | 94.92 (9)  |
| 10                | Karina Manta / Joseph Johnson         | Estados Unidos | 139.33 | 51.89 (10) | 87.44 (10) |

## Quadro de medalhas
| Ordem | País             | Medalha de ouro | Medalha de prata | Medalha de bronze |    | Ordem por total |
| ----- | ---------------- | --------------- | ---------------- | ----------------- | -- | --------------- |
| 1     | Estados Unidos   | 2               |                  | 1                 | 3  | 2               |
| 2     | Rússia           | 1               | 1                | 3                 | 5  | 1               |
| 3     | Japão            | 1               | 1                |                   | 2  | 3               |
| 4     | Itália           |                 | 1                |                   | 1  | 4               |
| 4     | República Tcheca |                 | 1                |                   | 1  | 4               |
| TOTAL | TOTAL            | 4               | 4                | 4                 | 12 | —               |